# CA-840
La CA-840 es una carretera autonómica de Cantabria perteneciente a la Red Local y que sirve de acceso a la población de Helgueras.

## Nomenclatura

Indicador

Su nombre está formado por las iniciales CA, que indica que es una carretera autonómica de Cantabria, y el dígito 840 es el número que recibe según el orden de nomenclaturas de las carreteras de la comunidad autónoma. La centena 8 indica que se encuentra situada en el sector comprendido entre la carretera nacional N-634 al norte, el límite provincial al oeste y sur, y la carretera nacional N-611 al este.

## Historia
Su denominación anterior era SV-2231.

## Trazado actual
Tiene su origen en la intersección con la N-621a situada a 1,1 kilómetro del núcleo de Molleda y su final en Helgueras, ambas localidades situadas en el término municipal de Val de San Vicente, municipio por el que discurre la totalidad de su recorrido de 2,4 kilómetros.
Su inicio se sitúa a una altitud de 53 m s. n. m. y el fin de la vía está situada a 120 m s. n. m., atravesando la divisoria de los ríos Deva y Nansa a una cota de 127 m s. n. m.
La carretera tiene dos carriles, uno para cada sentido de circulación, y una anchura total de 5 metros sin arcenes.

## Actuaciones
El IV Plan de Carreteras no contempla actuaciones a realizar en esta carretera.

## Transportes
No hay líneas de transporte público que recorran la carretera CA-840.

## Recorrido y puntos de interés
En este apartado se aporta la información sobre cada una de las intersecciones de la CA-840 así como otras informaciones de interés.
| Esquema        | PK  | Sentido Helgueras (creciente) | Sentido Helgueras (creciente) | Sentido Helgueras (creciente)                          | Sentido Helgueras (creciente)                          | Sentido N-621a (decreciente)                           | Sentido N-621a (decreciente)                           | Sentido N-621a (decreciente) | Sentido N-621a (decreciente) | Incidencias |
| Esquema        | PK  | Velocidad                     | Elemento                      | Salida                                                 | Salida                                                 | Salida                                                 | Salida                                                 | Elemento                     | Velocidad                    | Incidencias |
| Esquema        | PK  | Velocidad                     | Elemento                      | Dir.                                                   | Nombre                                                 | Nombre                                                 | Dir.                                                   | Elemento                     | Velocidad                    | Incidencias |
| -------------- | --- | ----------------------------- | ----------------------------- | ------------------------------------------------------ | ------------------------------------------------------ | ------------------------------------------------------ | ------------------------------------------------------ | ---------------------------- | ---------------------------- | ----------- |
|                | 0,0 |                               |                               |                                                        | CA-840 HELGUERAS                                       | N-621a OJEDO POTES ESPINAMA                            |                                                        |                              |                              |             |
| N-621a UNQUERA | 0,0 |                               |                               |                                                        | CA-840 HELGUERAS                                       |                                                        |                                                        |                              |                              |             |
|                | 2,4 |                               |                               | HELGUERAS                                              | HELGUERAS                                              | HELGUERAS                                              | HELGUERAS                                              |                              |                              |             |
|                | 2,4 |                               |                               | Final de la carretera en el núcleo urbano de Helgueras | Final de la carretera en el núcleo urbano de Helgueras | Final de la carretera en el núcleo urbano de Helgueras | Final de la carretera en el núcleo urbano de Helgueras |                              |                              |             |